# Eberhardtia aurata
Eberhardtia aurata là một loài thực vật có hoa trong họ Hồng xiêm. Loài này được (Pierre ex Dubard) Lecomte mô tả khoa học đầu tiên năm 1920.